# Comeback Season
Comeback Season – drugi mixtape kanadyjskiego rapera Drake’a, wydany 16 października 2007 roku.

## Lista utworów
1. "Intro" - 0:30
2. "The Presentation" - 3:33
3. "Comeback Season" - 2:46
4. "Closer" (Feat. Andreena Mill) - 5:11
5. "Replacement Girl" (Feat. Trey Songz) - 3:41
6. "City Is Mine" - 3:43
7. "Barry Bonds Freestyle" - 3:22
8. "Going In For Life" - 2:29
9. "Where To Now" - 1:54
10. "Share" - 1:46
11. "Give Ya" (Feat. Trey Songz) - 3:24
12. "Dont U Have A Man" (Feat. Little Brother & Dwele) - 3:56
13. "Bich Is crazy" - 2:54
14. "The Last Hope" (Feat. Kardinal Offishall & Andreena Mill) - 3:10
15. "Must Hate Money" (Feat. Rich Boy) - 4:04
16. "Asthma Team" - 1:59
17. "Do What U Do" (Remix) (Feat. Clipse) - 2:56
18. "Easy To Please" (Feat. Richie Sosa) - 2:09
19. "Faded" - 1:25
20. "Underdog" (Feat. Trey Songz) - 3:00
21. "Think Good Thoughts" (Feat. Phonte) - 4:27
22. "Teach U A Lesson" (Feat. Robin Thicke) - 5:09
23. "Missin You" (Remix) (Feat. Trey Songz)
24. "Man Of The Year" (Feat. Lil' Wayne)

## Single
- "Replacement Girl" (2007)